# Andreas Wolf
Andreas Wolf (12 de junio de 1982 en Leninabad, hoy "Júzhand", Tayikistán) es un exfutbolista alemán. Jugaba en las posiciones de central y lateral derecho, y su último equipo fue el AS Mónaco.

## Trayectoria
Wolf emigró a Alemania el año 1990. Comenzó su carrera deportiva jugando de defensa central en distintos equipos de la zona de Ansbach, Baviera. En concreto, se desempeñó en el SV Pfeil Burk, el ESV Ansbach-Eyb y el SpVgg Ansbach antes de fichar en 1997 por el F. C. Núremberg.
En Núremberg pasó por todas las categorías inferiores del club y cosechó sus primeras experiencias internacionales al ser convocado para las selecciones sub-17 y sub-21 de la DFB. Su debut en la Bundesliga tuvo lugar el 23 de marzo de 2002, cuando tenía 19 años, en el Estadio Olímpico de Berlín; se saldó con una derrota por 2-0 de los bávaros contra el Hertha. A lo largo de la temporada 2001-2002 Wolf tuvo otras tres apariciones más.
Para la temporada 2002-2003 Wolf fue incluido en la primera plantilla del equipo, si bien tuvo que esperar hasta la decimosexta jornada para que el entrenador Klaus Augenthaler le permitiese saltar al campo. Esa temporada Wolf actuó en un total de catorce partidos y el F.C. Núremberg descendió a la 2. Bundesliga.
En la temporada 2003-2004, el equipo de Wolf firmó su regreso a la máxima categoría del fútbol germano. Con el renano Wolfgang Wolf al mando del equipo, Andi Wolf jugó en 31 ocasiones, la mayor parte en la posición de lateral diestro. Wolf comenzó la temporada siguiente con la etiqueta de titular, pero apenas pudo jugar en 16 partidos debido a las lesiones.
A partir de la temporada 2005-2006 Andreas Wolf se convirtió en un fijo en el esquema defensivo del 1. FC Nürnberg. La defensa del equipo bávaro fue esos años una de las menos goleadas de toda la liga.
Wolf marcó de cabeza su primer gol en la Bundesliga el 28 de abril de 2007 contra el VfL Wolfsburg (1-1, minuto 23). El 26 de marzo de ese año consiguió el que hasta ahora es el mayor éxito de su carrera, al hacerse su equipo con la Copa de Alemania. Wolf asistió al danés Jan Kristiansen para que marcase el gol de la victoria. Poco después, fue elegido por los internautas "Jugador de la temporada 2006-2007" en la página oficial del club, por delante del checo Tomáš Galásek.
La siguiente temporada, la línea defensiva del Núremberg se vio lastrada por las lesiones, siendo Wolf el único que consiguió jugar a lo largo de todo el año. A pesar de que Wolf anotó dos tantos en la misma temporada por primera vez en su carrera, el equipo bajó a la segunda división.
Wolf tiene contrato en vigor con el equipo franco hasta 2011. A pesar de ser tayiko de nacimiento, Wolf manifestó que solo jugaría con la selección alemana. Nombrado capitán del equipo para la temporada 2008/09, el 17 de agosto de 2008 Wolf se rompió el ligamento cruzado anterior de la rodilla derecha, lo que le alejará de los terrenos de juego cerca de seis meses. Para la temporada 2011/2012 jugará para el Werder Bremen. Durante la temporada solo jugó 15 partidos y abandonó club debido principalmente a sus problemas con las lesiones y por razones personales.
En enero de 2012, Wolf firmó un contrato de dos años con opción a otro con el AS Mónaco en la Ligue 2. Después de hacer dos apariciones para el club en la primera mitad de la temporada 2011-12, se anunció que Wolf fue designado como nuevo capitán del Mónaco, bajo el mando de Claudio Ranieri. A pesar de ser nombrado capitán del primer equipo monegasco su tiempo de juego pronto se vio limitado debido a los nuevos fichajes, así como sus propias lesiones. A final de temporada consigue el ascenso a la Ligue 1 con el AS Mónaco. Después de dos años en el Mónaco, Wolf fue liberado por el club debido a su retirada del fútbol profesional.

## Clubes
| Club            | País     | Año       |
| --------------- | -------- | --------- |
| F. C. Núremberg | Alemania | 2002-2011 |
| Werder Bremen   | Alemania | 2011-2012 |
| AS Monaco       | Francia  | 2012-2014 |

## Palmarés

### Campeonatos nacionales
| Título           | Club            | País     | Año  |
| ---------------- | --------------- | -------- | ---- |
| 2. Bundesliga    | F. C. Núremberg | Alemania | 2004 |
| Copa de Alemania | F. C. Núremberg | Alemania | 2007 |
| Ligue 2          | AS Monaco FC    | Francia  | 2013 |